# Приворотень говерлянський
Приворотень говерлянський (Alchemilla hoverlensis) — вид квіткових рослин родини трояндових (Rosaceae).

## Біоморфологічна характеристика
Рослина 10–20 см заввишки. Стебла густо вкриті вниз відхиленими волосками. Ніжки зовнішніх листків голі, у внутрішніх листків запушені як основа стебла. Листові пластинки округло-ниркоподібні, у зовнішніх листків пластинки зверху голі або запушені тільки по складках і краю, знизу — лише у верхній частині жилок, розчленовані до 1/3 ширини, з 7–9 лопатями; лопаті округлі, з 5–7 короткими й гострими зубцями з кожного боку. Квітки зелені, 2–3 мм у діаметрі; гіпантій голий; чашолистки яйцювато-трикутні, гострі.

## Поширення
Ендемік України.
В Україні росте у Карпатах (Чорногора) — на високогірних луках, дуже рідко.